# Alpaida alvarengai
Alpaida alvarengai là một loài nhện trong họ Araneidae.
Loài này thuộc chi Alpaida. Alpaida alvarengai được Herbert Walter Levi miêu tả năm 1988.